# Myosorex cafer
Myosorex cafer är en däggdjursart som först beskrevs av Carl Jakob Sundevall 1846.  Myosorex cafer ingår i släktet Myosorex och familjen näbbmöss. Inga underarter finns listade i Catalogue of Life.

## Utbredning
Denna näbbmus förekommer i östra Sydafrika samt i Swaziland, Zimbabwe och Moçambique. Arten når i bergstrakter 2000 meter över havet. Myosorex cafer lever i fuktiga städsegröna skogar och i andra tätare skogar som är ganska glest fördelade i utbredningsområdet.

## Utseende
Arten blir cirka 12 cm lång (huvud och bål), svanslängden är cirka 4 cm och vikten varierar mellan 9 och 16 g. Näbbmusen är på ovansidan täckt av mörkbrun päls och undersidans päls är ljusare brun. Svansen bär korta hår och den är enfärgad. Före vintern blir pälsens hår betydlig längre. Honans 6 spenar är ordnade i par och ligger vid ljumsken. Liksom andra näbbmöss har arten en spetsig nos, små ögon och runda öron.

## Ekologi
Fortplantningen sker under sommaren och per kull föds 2 till 4 ungar. De är vid födelsen nakna och hjälplösa. Under sommaren är arten nästan uteslutande nattaktiv men under vintern kan den även vara dagaktiv. När honan inte är brunstig lever varje exemplar ensam. Födan som består av olika ryggradslösa djur som hittas i lövskiktet eller i det översta jordlagret. Myosorex cafer kompletterar födan sällan med frön och gröna växtdelar. Denna näbbmus gräver inga underjordiska bon. Den markerar reviret med körtelvätska och med avföring.

## Hot
Beståndet hotas av landskapets torrläggning. Arten är mer beroende av skogar än Myosorex varius.  IUCN kategoriserar Myosorex cafer globalt som sårbar.